# Lijst van bisdommen van het Oecumenisch patriarchaat van Constantinopel
Dit is de lijst van bisdommen van het Oecumenisch patriarchaat van Constantinopel

## InTurkije

### Aartsbisdom vanConstantinopelen Nieuw Rome (zetel:Istanboel)
1. Aartsbisschoppelijk district Stavrodromion (zetel: Peran)
2. Aartsbisschoppelijk district Tataoula/Tatavla (zetel: Kurtuluş)
3. Aartsbisschoppelijk district van de Bosporus (zetel: Boğaziçi)
4. Aartsbisschoppelijk district Hypsomatheia/Ypsomathia (zetel: Samatya)
5. Aartsbisschoppelijk district Phanar
6. Metropolie van Chalcedon (zetel: Kadıköy)
7. Metropolie van Imbros en Tenedos (Gökceada en Bozcaada)
8. Metropolie van Derkos (zetel: Büyükdere)
9. Metropolie van Prinseneilanden (zetel: Kiziladalar)

## Griekenland

### Aartsbisdom vanKreta(Kerk van Kreta, semiautonoom)
1. Aartsbisdom (zetel: Heraklion)
2. Metropolie van Gortina en Arcadia (zetel: Moirai)
3. Metropolie van Rethimno en Aulopotamos
4. Metropolie van Kidonia en Apokoronon (zetel: Chania)
5. Metropolie van Lambi, Sivrito en Sfakia
6. Metropolie van Ierapitni en Sitia (zetel: Ierapetra)
7. Metropolie van Petra en Chersonissos (zetel: Neapolis)
8. Metropolie van Kissamos en Selinos
9. Metropolie van Arkalohorio, Castellion en Viannos

### Dodekanesos
1. Patriarchaal exarchaat van Patmos (Patmos, Lipsos, Agathonisi, Arki)
2. Metropolie van Rhodos
3. Metropolie van Kos en Nisiros
4. Metropolie van Leros, Kalimnos en Astypalaia
5. Metropolie van Karpathos en Kasos
6. Metropolie van Simi

### Nieuwe landen
Deze gebieden waren Ottomaans tot 1913, sindsdien behoren ze tot Griekenland, de bisschoppen zijn lid van de Synode van de Grieks-orthodoxe Kerk en worden benoemd, door een akkoord tussen de twee kerken, na toestemming van het Oecumenisch patriarchaat van Constantinopel. In hun diptieken gedenken ze echter de Oecumenisch patriarch.
1. Metropolie van Langada
2. Metropolie van Polyane en Kilkis
3. Metropolie van Philippi, Neapolis en Thasos
4. Metropolie van Nea Krini en Kalamaria
5. Metropolie van Maroneia en Komotini
6. Metropolie van Thessaloniki
7. Metropolie van Paramythia, Philiata en Giromerion
8. Metropolie van Ioannina
9. Metropolie van Grevena
10. Metropolie van Chios
11. Metropolie van Nikopolis en Preveza
12. Metropolie van Ierissos, Agion Oros en Ardamerion
13. Metropolie van Mithymna (zetel: Kalloni (Lesbos))
14. Metropolie van Kitron en Katerini
15. Metropolie van Didymotichon en Orestiada
16. Metropolie van Mytilini
17. Metropolie van Limnos
18. Metropolie van Goumenissa, Axiopolis en Polykastron
19. Metropolie van Veria en Naoussa
20. Metropolie van Dryinopolis, Pogoniani en Konitsa
21. Metropolie van Xanthi
22. Metropolie van Elasson
23. Metropolie van Samos en Ikaria
24. Metropolie van Kastoria
25. Metropolie van Florina
26. Metropolie van Kassandra
27. Metropolie van Serres en Nigrita
28. Metropolie van Sidirokastron
29. Metropolie van Edessa en Pella
30. Metropolie van Zichna en Nevrokopi
31. Metropolie van Eleftheropolis
32. Metropolie van Servia en Kozani
33. Metropolie van Alexandroupolis
34. Metropolie van Neapolis en Stavropolis
35. Metropolie van Drama
36. Metropolie van Sisanion en Siatista

### Overig
1. Heilige Berg Athos (20 kloosters, hoofdstad Karyes)

## InAmerika

### Grieks-orthodox Aartsbisdom van Amerika
1. Aartsbisschoppelijk district New York (zetel: New York)
2. Metropolie van Chicago
3. Metropolie van San Francisco
4. Metropolie van Pittsburgh
5. Metropolie van Boston
6. Metropolie van Denver
7. Metropolie van Atlanta
8. Metropolie van Detroit
9. Metropolie van New Jersey
10. Amerikaans Karpatisch-Russisch of Roetheens-orthodox Bisdom van de Verenigde Staten
11. Oekraïens-orthodoxe Kerk van Amerika
12. Albanees Orthodox Bisdom van Amerika
13. Metropolie van Toronto en heel Canada (zetel: Toronto)
14. Oekraïens-orthodoxe Kerk van Canada
15. Aartsbisdom van Buenos Aires en Argentinië en Zuid-Amerika (zetel: Buenos Aires)
16. Metropolie van Panama, Mexico, Centraal-Amerika en de Caraïben (zetel: Mexico)

## InWest-Europa
1. Aartsbisdom Thyateira en Groot-Brittannië en Ierland (zetel: Londen)
2. Aartsbisdom Italië en Malta en exarchaat Zuid-Europa (zetel: Venetië)
3. Metropolie van Frankrijk (zetel: Parijs)

- vicariaat van de Russische traditie van de metropolie van Frankrijk

1. Metropolie van Duitsland en exarchaat Centraal-Europa (zetel: Bonn)
2. Metropolie van Oostenrijk en Hongarije (zetel: Wenen)
3. Metropolie van Zweden en heel Scandinavië (zetel: Stockholm)
4. Metropolie van België en exarchaat Nederland en Luxemburg (zetel: Brussel)
5. Metropolie van Spanje en Portugal (zetel: Madrid)
6. Metropolie van Zwitserland (zetel: Genève-Chambésy)

## InAzië
1. Metropolie van Hongkong en Zuidoost-Azië
2. Metropolie van Korea en exarchaat Japan
3. Metropolie van Singapore

## InOceanië
1. Aartsbisdom van Australië
2. Metropolie van Nieuw-Zeeland

## Titulaire Metropoliën (in Turkije)
(gegeven aan bisschoppen van het Oecumenisch patriarchaat in het buitenland, in de orthodoxe diaspora)
1. Oude metropolie van Caesaria (zetel: vacant)
2. Oude metropolie van Ephesus (zetel: vacant)
3. Oude metropolie van Heraclea (zetel: vacant)
4. Oude metropolie van Cyzicus (zetel: vacant)
5. Oude metropolie van Nicomedia
6. Oude metropolie van Nicea
7. Metropolie van Abydos (zetel: vacant)
8. Metropolie van Ainos (zetel: vacant)
9. Metropolie van Amasya (zetel: vacant)
10. Metropolie van Amisos
11. Metropolie van Andrinopolis
12. Metropolie van Anea
13. Metropolie van Ankyra (zetel: vacant)
14. Metropolie van Augustopolis (zetel: vacant)
15. Metropolie van Chaldia, Cheriana en Kerasous (zetel: vacant)
16. Metropolie van Claudiopolis
17. Metropolie van Colonia (zetel: vacant)
18. Metropolie van Crene (zetel: vacant)
19. Metropolie van Cydonies (zetel: vacant)
20. Metropolie van Dardanellen en Lampsakos
21. Metropolie van Eucarpia (zetel: vacant)
22. Metropolie van Euchaita (zetel: vacant)
23. Metropolie van Eudoxias (zetel: vacant)
24. Metropolie van Ganos en Chora (zetel: vacant)
25. Metropolie van Helioupolis en Thira (zetel: vacant)
26. Metropolie van Helenopolis (zetel: vacant)
27. Metropolie van Iconium
28. Metropolie van Kallipolis en Madytos (zetel: vacant)
29. Metropolie van Laodicea (zetel: vacant)
30. Metropolie van Lystra
31. Metropolie van Metres en Athyra (zetel: vacant)
32. Metropolie van Melitene (zetel: vacant)
33. Metropolie van Miletus
34. Metropolie van Moschonisia
35. Metropolie van Myriophyton en Peristasis
36. Metropolie van Neocaesaria (zetel: vacant sinds 1923)
37. Metropolie van Pergamos en Adramyttion
38. Metropolie van Perge
39. Metropolie van Philadelphia
40. Metropolie van Pisidia, Side, Myra en Attalia
41. Metropolie van Prokonnesos
42. Metropolie van Prousa (zetel: vacant)
43. Metropolie van Rhodopolis (zetel: vacant)
44. Metropolie van Saranta Ecclesies (zetel: vacant)
45. Metropolie van Sardis (zetel: vacant)
46. Metropolie van Sasima
47. Metropolie van Sebaste
48. Metropolie van Seleucia (zetel: vacant)
49. Metropolie van Silyvria (zetel: vacant)
50. Metropolie van Synnada (zetel: vacant)
51. Metropolie van Smyrna (zetel: vacant)
52. Metropolie van Traianopolis
53. Metropolie van Trebizonde (zetel: vacant)
54. Metropolie van Tyana
55. Metropolie van Tyroloi en Serention
56. Metropolie van Vizyi en Media (zetel: vacant)
57. Metropolie van Vryoula